# Gudrun Heute-Bluhm

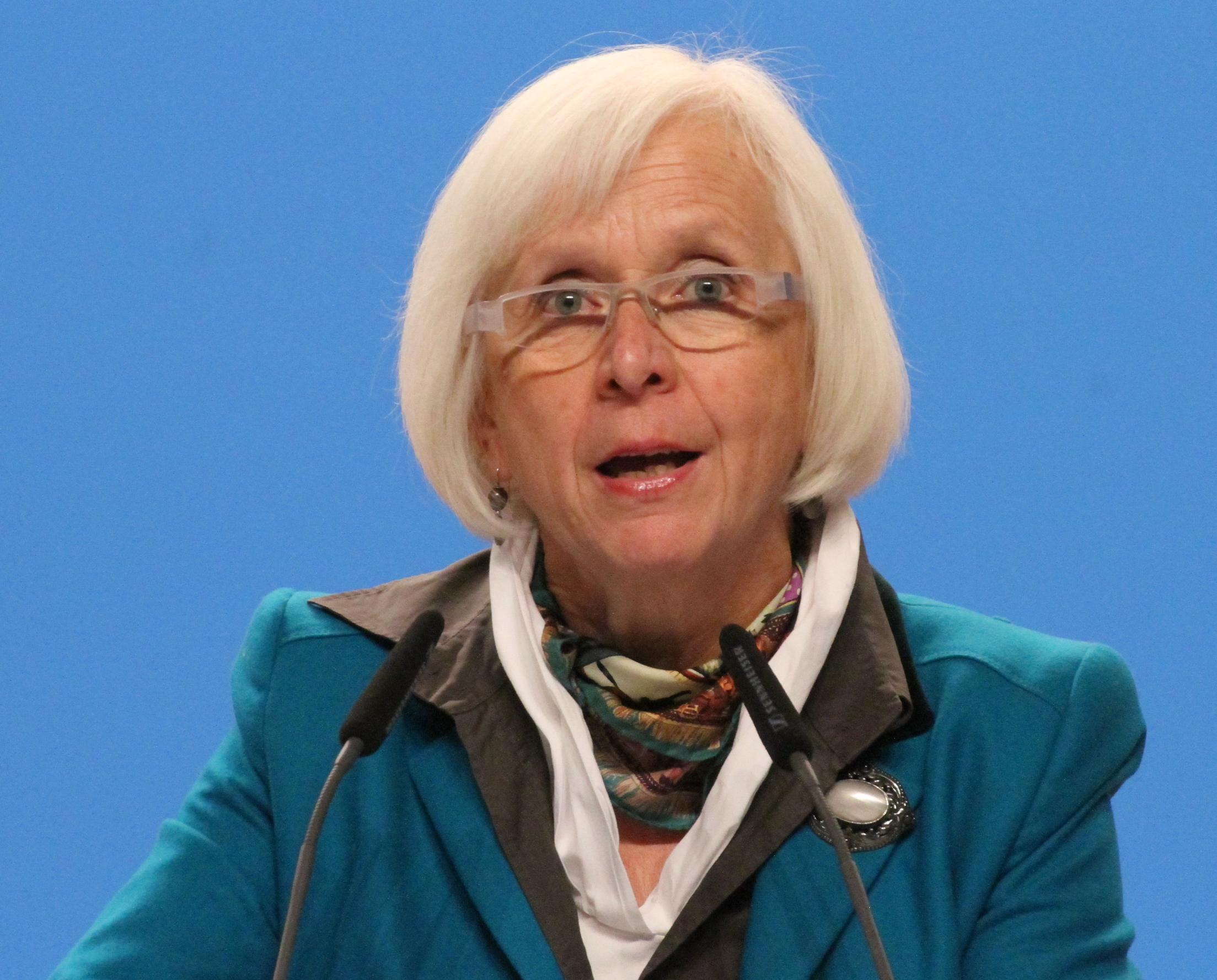
Gudrun Heute-Bluhm (2014)

Gudrun Heute-Bluhm (* 17. März 1957 in Herne) ist eine deutsche Kommunalpolitikerin der CDU. Sie war von 2012 bis 2022 Mitglied des Bundesvorstands der CDU. Sie war von August 2014 bis Oktober 2022 geschäftsführendes Vorstandsmitglied des Städtetags Baden-Württemberg. Von 1995 bis 2014 war sie Oberbürgermeisterin der Kreisstadt Lörrach.

## Leben
Heute-Bluhm ist Tochter eines Bauingenieurs. Nach dem Besuch des Gymnasiums in Unna/Westfalen und im Schuljahr 1973/74 einer Highschool in West Hartford (Connecticut/USA) folgte 1975 das Abitur. Danach studierte sie Rechtswissenschaft an der Universität Konstanz und legte 1981 die zweite juristische Staatsprüfung ab. Von 1981 bis 1987 war sie Verwaltungsrichterin am Verwaltungsgericht Freiburg im Breisgau, von 1984 bis 1986 jedoch an das Landratsamt Breisgau-Hochschwarzwald abgeordnet, als Leiterin des Verkehrsdezernats, der Kommunalaufsicht und des Sozialdezernats. Von 1987 bis 1995 war sie Stellvertreterin des Landrates beim Landratsamt Breisgau-Hochschwarzwald, wo sie die Dezernate Bau und Umwelt leitete.
Am 2. April 1995 wurde sie in Nachfolge zu Rainer Offergeld (SPD) zur Oberbürgermeisterin der Stadt Lörrach gewählt. 2002 kandidierte die Christdemokratin bei der OB-Wahl in Freiburg im Breisgau gegen Dieter Salomon und verlor. Sie stellte sich am 30. März 2003 in Lörrach erneut zur Wahl und gewann diese. Ihr direkter Gegenkandidat war Diether Dehm. Am 27. März 2011 stellte sie sich erneut zur Wiederwahl und behauptete sich mit 73,5 % der Stimmen gegenüber ihren Herausforderern Klaus Nack (18,7 %) und Klaus Springer (7,4 %). Heute-Bluhm war damit das erste weibliche Stadtoberhaupt Lörrachs.
Am 24. März 2014 wurde Heute-Bluhm einstimmig zur Hauptgeschäftsführerin des Städtetages Baden-Württemberg gewählt. Sie trat das Amt am 1. August 2014 an. Bereits am 10. Dezember 2013 hatte Heute-Bluhm bekannt gegeben, dass sie im Fall ihrer Wahl im Sommer 2014 ihr Amt als Oberbürgermeisterin der Stadt Lörrach vorzeitig niederlegen wird. Ende Oktober 2022 trat sie in den Ruhestand ein. Im Amt des Hauptgeschäftsführers des Städtetags Baden-Württemberg folgte ihr Ralf Broß nach.
Gudrun Heute-Bluhm ist mit Manfred Bluhm verheiratet und hat einen Sohn. 2014 wurde ihr die Staufermedaille verliehen, sie wurde zu Lörrachs Ehrenbürgerin ernannt und Ehrenmitglied des Vereins Lörrach International.

## Mitgliedschaften
Heute-Bluhm ist außerdem Mitglied des Landesvorstandes der CDU Baden-Württemberg, Mitglied des Kreistages Lörrach, Mitglied des Hauptausschusses des Deutschen Städtetags (zeitweise war sie dort Vorsitzende des Rechts- und Verfassungsausschusses), Mitglied des Institutsausschusses beim Deutschen Institut für Urbanistik (DIfU) und Vorstandsmitglied des Sparkassenverbandes Baden-Württemberg. Bis November 2007 war sie Vizepräsidentin des Badischen Roten Kreuzes und bis 2014 Präsidentin des Deutschen Bibliotheksverbandes. Sie ist weiterhin berufenes Mitglied der Landessynode der evangelischen Landeskirche in Baden.
Als Oberbürgermeisterin bekleidete sie auf kommunaler Ebene folgende Ämter: Vorsitzende des Verwaltungsrats der Sparkasse Lörrach-Rheinfelden, Vorsitzende des Aufsichtsrats der Städtischen Wohnbaugesellschaft Lörrach mbH, der Lörracher Stadtbau GmbH, der Burghof Lörrach GmbH, der örtlichen Wirtschaftsfördergesellschaft Innocel GmbH und stellvertretende Aufsichtsratsvorsitzende der regionalen Wirtschaftsfördergesellschaft Wirtschaftsregion Südwest GmbH (zuvor Vorsitzende) sowie Gründungspräsidentin von Lörrach International. Sie ist darüber hinaus Mitglied im Aufsichtsrat des Energieversorgungsunternehmens Badenova GmbH & Co. KG, Vorsitzende des kommunalen Thüga-Beirates sowie kommunales Mitglied im Thüga-Aufsichtsrat.

## Veröffentlichungen
- Das Dreiländereck – Identität aus Sein und Bewußtsein. In: Badische Zeiten. Redaktion: Hilmar Höhn und Christian Oster. Freiburg im Breisgau: Verlag der Badischen Zeitung, 1999, 264, VIII S., ISBN 3-00-005025-6.
- Gudrun Heute-Bluhm, Uwe Vorkötter: Risikokommunikation und Umweltbewußtsein. Die Rolle der Medien. In: Ulrich Müller (Hrsg.): Umwelt und Verkehr. Anstöße – vor Ort. Beiträge zu umwelt- und verkehrspolitischen Themen in Zusammenarbeit mit Kommunen des Landes Baden-Württemberg. Ministerium für Umwelt und Verkehr Baden-Württemberg. Göppingen: Rung, 2000, 178 S.